# Буроменський Михайло Всеволодович
Буроменський Михайло Всеволодович (нар. 6 квітня 1957, Севастополь) — український науковець, громадський діяч, професор, доктор юридичних наук, член-кореспондент Національної академії правових наук України, президент Інституту прикладних гуманітарних досліджень. У 2018 році обраний аудитором НАБУ за квотою Кабміну.

## Життєпис
1981 року отримав вищу освіту, закінчивши Харківський юридичний інститут (тепер — Національний юридичний університет імені Ярослава Мудрого). З 1984 року розпочав там викладацьку діяльність.
1984 року захистив кандидатську дисертацію на тему «Механізм переговорів про роззброєння (міжнародно-правові аспекти)». 1997 року захистив докторську дисертацію на тему «Вплив міжнародного права на політичні режими держав».
Проходив стажування в університетах Великої Британії (Thames Wally University), Угорщини (Central European University). Залучався в якості експерта провідними міжнародними міжурядовими організаціями (Рада Європи, Європейський Союз, Управління Верховного комісара ООН з прав людини, Управління Верховного комісара ООН у справах біженців, Світовий Банк, Програма розвитку ООН, Всесвітня організація охорони здоров'я, ОБСЄ). Брав участь у діяльності Місії ООН в Грузії (Абхазії) — UNOMIG.
З 2006 — член постійної делегації України в Групі держав Ради Європи проти корупції — GRECO.
З 2007 — член Спеціальної ad hoc групи з питань навігаційно-гідрографічного забезпечення мореплавства на переговорах України та Росії (з 2007 р.)
З 2008 по 2015 роки очолював кафедру міжнародного права у Харкові. Також працює на кафедрі міжнародного права Інституту міжнародних відносин Київського національного університету імені Тараса Шевченка.
З 2009 по 2012 роки працював суддею ad hoc Європейського суду з прав людини.
Член-кореспондент Національної академії правових наук України, доктор юридичних наук, професор, президент Інституту прикладних гуманітарних досліджень.
Заступник головного редактора наукового видання «Український часопис міжнародного права», член редакційних колегій збірників «Проблеми законності», «Вісник Вищого адміністративного суду України», «Офіційний вісник».

### Наукова і громадська діяльність
Напрями наукових досліджень — міжнародно-правове співробітництво у сфері прав людини, співвідношення міжнародного і національного права, міжнародне співробітництво у боротьбі зі злочинністю та міжнародне кримінальне право, правові питання міжнародної безпеки, історія міжнародних відносин, конституційне право іноземних держав.
Автор понад 180 наукових праць. Основні:
- «Права людини» (1997, у співавт.)
- «Політичні режими держав у міжнародному праві. Вплив міжнародного права на політичні режими держав» (1997)
- «Звернення до Європейського Суду з прав людини: практика Суду і особливості українського законодавства» (2000)
- «Міжнародне право. Гендерна експертиза» (2001)
- «Сумісність українського права і практики з вимогами Європейської конвенції з прав людини» (2001, у співавт.) (англ.)
- «Статус президента в системі виконавчої влади у державах Центральної та Східної Європи» (2002) (англ.)
- «Міжнародний захист прав людини та права біженців» (2002)
- «Законодавство європейських держав та США в боротьбі з організованою злочинністю у сфері економіки: кримінологічний, кримінальний, міжнародно-правовий аспекти» (2002, у співавт.)
- «Конституція України. Науково-практичний коментар» (2003, у співавт.)
- «Судове вирішення виборчих спорів в Україні» (2003, у співавт.)

Неодноразово брав участь у підготовці законопроєктів. Серед найбільш важливих — «Концепція державної політики захисту прав людини», «Про біженців», «Про засади запобігання та протидії корупції», «Про благодійну діяльність та благодійні організації».
Лауреат IV та VI Всеукраїнських конкурсів на краще юридичне видання (2001, 2006). Переможець конкурсу 2004 на кращу публікацію про адвокатуру.
Був членом Конституційної Асамблеї (2012) та Конституційної комісії (2015).
Вважає Мінські угоди юридично нікчемним для України, оскільки вони підписані під примусом.
7 червня 2018 Кабінет Міністрів України обрав Михайла Буроменського одним із трьох аудиторів Національного антикорупційного бюро України.

### Нагороди
- Заслужений діяч науки і техніки України (8 жовтня 2021) — за вагомий особистий внесок у розбудову правової держави, багаторічну плідну працю та високий професіоналізм[8].